# Giro d’Italia 2023/5. Etappe
Die 5. Etappe des Giro d’Italia 2023 fand am 10. Mai 2023 statt und führte an die Küste des Tyrrhenischen Meeres von Atripalda über 171 Kilometer nach Salerno. Nach der Etappe hatten die Fahrer insgesamt 780,6 Kilometer zurückgelegt, was 22,4 % der Gesamtdistanz entsprach. Die Organisatoren der Rundfahrt bewerteten die Schwierigkeit der Etappe mit zwei von fünf Sternen.

## Streckenverlauf
Der neutralisierte Start erfolgte in Atripalda vor dem Museo del Palazzo della Dogana dei Grani. Im Anschluss führte die Strecke über die Via Roma und Via Appia aus dem Zentrum der Stadt heraus, ehe es auf der Via Francesco Tedesco in Richtung Norden ging. Das Rennen wurde nach neun Kilometern auf der Via Arcella bei Arcella freigegeben.
Nach dem offiziellen Start führte die Strecke über Pratola Serra in Richtung Norden, ehe bereits nach 11,6 Kilometern mit dem Passo Serra (584 m) die erste Bergwertung der 3. Kategorie erreicht wurde. Nachdem Venticano und Calore durchfahren worden war, begann die Straße erneut zu steigen und die Fahrer erreichten den nicht kategorisierten Passo di Mirabella. Der Anstieg wurde im Anschluss bis Fontanarosa fortgesetzt, ehe eine kurze Abfahrt folgte. Im weiteren Verlauf blieb das Terrain hüglig, wobei die Strecke über Paternopoli, Castelfranci und Sant’Angelo dei Lombardi stetig bergauf führte. Bevor nach 71,8 Kilometern der höchste Punkt der Etappe in Guardia Lombardi erreicht wurde, erfolgte der erste Zwischensprint in Sant’Angelo dei Lombardi nach 65,3 gefahrenen Kilometern. Nachdem der erste Teil der Etappe großteils bergauf geführt hatte, folgte nun eine Lange flache Abfahrt, die über Morra De Sanctis und Materdomini in Richtung Süden führte. 62 Kilometer vor dem Ziel wurde der Anstieg nach Oliveto Citra (358 m) in Angriff genommen, der als Bergwertung der 3. Kategorie klassifiziert war. Nach einem kurzen Plateau folgte eine flache Abfahrt nach Eboli, ehe der zweite Zwischensprint 25,7 Kilometer vor dem Ziel in Battipaglia ausgefahren wurde. Wenig später erreichten die Fahrer bei Spineta die Tyrrhenische Küste, der sie in Richtung Norden bis zum Zielort folgten. Die Ziellinie befand sich auf der SS 18 auf dem Piazza della Concordia.
|                            | Ort                      | Kilometer | Länge (km) | Höhe (m) | Ø Steigung |
| -------------------------- | ------------------------ | --------- | ---------- | -------- | ---------- |
| neutralisierter Start      | Atripalda                | −9        |            |          |            |
| offizieller Start          | Arcella                  | 0         |            |          |            |
| Bergwertung (3. Kategorie) | Passo Serra              | 11,6      | 3,9        | 584      | 7,4 %      |
| Zwischensprint             | Sant’Angelo dei Lombardi | 65,3      |            |          |            |
| Bergwertung (3. Kategorie) | Oliveto Citra            | 113,9     | 2,9        | 358      | 8 %        |
| Zwischensprint             | Battipaglia              | 145,3     |            |          |            |
| Ziel                       | Salerno                  | 171       |            |          |            |

## Rennverlauf
Mit Rémy Rochas (Cofidis), Valerio Conti (Team Corratec-Selle Italia) und Ramon Sinkeldam (Alpecin-Deceuninck) gingen drei Fahrer nicht an den Start der 5. Etappe. Bei Regen setzten sich unmittelbar nach dem Start vier Fahrer vom Hauptfeld ab. In der Gruppe waren neben Thibaut Pinot (Groupama-FDJ), dem Führenden in der Bergwertung, auch Martin Marcellusi, Samuele Zoccarato (beide Green Project-Bardiani CSF-Faizanè) und Stefano Gandin (Team Corratec-Selle Italia) vertreten. Während der Franzose Thomas Champion (Cofidis) versuchte zu der Spitzengruppe aufzuschließen, kam es in dieser zu einem Sturz zwischen Martin Marcellusi und Stefano Gandin. Letzterer schloss gemeinsam mit Thomas Champion wieder zur Spitze des Rennens auf, während Martin Marcellusi zurückfiel.
Thibaut Pinot sicherte sich bei der Bergwertung des Passo Serra die meisten Punkte und baute seinen Vorsprung in der Sonderwertung weiter aus, ehe er sich bereits nach 13 Kilometern ins Peloton zurückfallen ließ. Unterdessen kam Remco Evenepoel (Soudal Quick-Step) gemeinsam mit seinem Teamkollegen Davide Ballerini zu Sturz, als dieser mit einem Hund kollidierte, der sich auf der Fahrbahn befand. Der Weltmeister konnte das Rennen jedoch wieder aufnehmen und schloss wenig später wieder zum Hauptfeld auf. In der ersten hügligen Rennhälfte wuchs der Vorsprung der Spitzengruppe zunächst auf über drei Minuten an, ehe er sich auf rund zwei Minuten einpendelte. Beim ersten Zwischensprint in Sant’Angelo dei Lombardi sicherte sich Stefano Gandin die meisten Punkte vor Samuele Zoccarato und Thomas Champion. Im Hauptfeld gewann Mads Pedersen (Trek-Segafredo) den Sprint vor Jonathan Milan (Bahrain Victorious), Michael Matthews (Team Jayco AlUla) und Kaden Groves (Alpecin-Deceuninck). In der zweiten Rennhälfte wurde der Anstieg nach Oliveto Citra befahren, auf dem Samuele Zoccarato vor Thomas Champion und Stefano Gandin die meisten Punkte im Kampf um die Bergwertung holte. Thibaut Pinot sicherte sich im Peloton den letzten zu vergebenden Punkt. Beim zweiten Zwischensprint sicherten sich die Ausreißer die Zeitbonifikationen, ehe Samuele Zoccarato 25 Kilometer vor dem Ziel angriff und sich von seinen beiden Begleitern absetzen konnte, die wenig später vom Hauptfeld gestellt wurden. Der Vorsprung von Samuele Zoccarato war unterdessen auf rund eine Minute geschmolzen.
Nachdem mit Samuele Zoccarato auch der letzte Ausreißer eingeholt wurde, kam es sieben Kilometer vor dem Ziel auf den nassen Straßen zu einem Sturz im Hauptfeld. Das Feld teilte sich in mehrere Gruppen, wobei sich unter anderen auch der gesamtführende Andreas Leknessund (Team DSM), Primož Roglič (Jumbo-Visma) und João Almeida (UAE Team Emirates) in abgehängten Gruppen befanden. Das Trio konnte jedoch rund drei Kilometer vor dem Ziel wieder zur Spitze des Rennens aufschließen, während die Sprinter Fernando Gaviria (Movistar Team) und Pascal Ackermann (UAE Team Emirates) nicht mehr zurückkamen. Zwei Kilometer vor dem Ziel touchierte Remco Evenepoel das Hinterrad eines Trek-Segafredo-Fahrers und kam erneut zu Sturz. Der Belgier konnte die Etappe jedoch beenden und verlor aufgrund der 3-Kilometer-Regel keine Zeit in der Gesamtwertung. Im Zielsprint setzte sich der Australier Kaden Groves vor Jonathan Milan und Mads Pedersen durch und feierte ein Jahr nach seinem Erfolg bei der Vuelta a España 2022 seinen zweiten Grand-Tour-Etappensieg. Dahinter stieß Mark Cavendish (Astana Qazaqstan Team) mit Alberto Dainese (Team DSM) zusammen und wurde über die Straße katapultiert, wobei weitere Fahrer im Ziel zu Sturz kamen.
In der Gesamtwertung verteidigte Andreas Leknessund seinen Vorsprung und behielt das Rosa Trikot. Jay Vine (UAE Team Emirates) verlor im hektischen Finale über eine Minute und fiel auf den 21. Gesamtrang zurück. Während Thibaut Pinot seine Führung in der Bergwertung weiter ausbauen konnte und nun 14 Punkte vor Amanuel Ghebreigzabhier (Trek-Segafredo) lag, führte Jonathan Milan in der Punktewertung nur noch einen Punkt vor dem Etappensieger Kaden Groves. In der Mannschaftswertung behaupteten die Ineos Grenadiers ihre Führung.

## Ergebnis
| \| Etappenergebnis \| Etappenergebnis \| Etappenergebnis \| Etappenergebnis \| Etappenergebnis \| \| Fahrer \| Fahrer \| Land \| Team \| Zeit \| \| --------------- \| ------------------- \| ---------------------- \| ---------------------------------- \| --------------- \| \| 1. \| Kaden Groves \| Australien \| Alpecin-Deceuninck \| 4 h 30 min 19 s \| \| 2. \| Jonathan Milan \| Italien \| Bahrain Victorious \| + 0 s \| \| 3. \| Mads Pedersen \| Dänemark \| Trek-Segafredo \| + 0 s \| \| 4. \| Mark Cavendish \| Vereinigtes Königreich \| Astana Qazaqstan Team \| + 0 s \| \| 5. \| Nicolas Dalla Valle \| Italien \| Team Corratec-Selle Italia \| + 0 s \| \| 6. \| Mirco Maestri \| Italien \| Eolo-Kometa \| + 0 s \| \| 7. \| Filippo Fiorelli \| Italien \| Green Project-Bardiani CSF-Faizanè \| + 0 s \| \| 8. \| Andrea Vendrame \| Italien \| AG2R Citroën Team \| + 0 s \| \| 9. \| Michael Matthews \| Australien \| Team Jayco AlUla \| + 0 s \| \| 10. \| Niccolò Bonifazio \| Italien \| Intermarché-Circus-Wanty \| + 0 s \| |                     |                        |                                    |                 |
| |                     |                        |                                    |                 |
| Quelle: ProCyclingStats |                     |                        |                                    |                 |
| Etappenergebnis |                     |                        |                                    |                 |
| Fahrer | Fahrer              | Land                   | Team                               | Zeit            |
| 1. | Kaden Groves        | Australien             | Alpecin-Deceuninck                 | 4 h 30 min 19 s |
| 2. | Jonathan Milan      | Italien                | Bahrain Victorious                 | + 0 s           |
| 3. | Mads Pedersen       | Dänemark               | Trek-Segafredo                     | + 0 s           |
| 4. | Mark Cavendish      | Vereinigtes Königreich | Astana Qazaqstan Team              | + 0 s           |
| 5. | Nicolas Dalla Valle | Italien                | Team Corratec-Selle Italia         | + 0 s           |
| 6. | Mirco Maestri       | Italien                | Eolo-Kometa                        | + 0 s           |
| 7. | Filippo Fiorelli    | Italien                | Green Project-Bardiani CSF-Faizanè | + 0 s           |
| 8. | Andrea Vendrame     | Italien                | AG2R Citroën Team                  | + 0 s           |
| 9. | Michael Matthews    | Australien             | Team Jayco AlUla                   | + 0 s           |
| 10. | Niccolò Bonifazio   | Italien                | Intermarché-Circus-Wanty           | + 0 s           |

## Gesamtstände
| \| Gesamtwertung \| Gesamtwertung \| Gesamtwertung \| Gesamtwertung \| Gesamtwertung \| \| Fahrer \| Fahrer \| Land \| Team \| Zeit \| \| ------------- \| ---------------------- \| ---------------------- \| ----------------- \| ---------------- \| \| 1. \| Andreas Leknessund \| Norwegen \| Team DSM \| 19 h 06 min 03 s \| \| 2. \| Remco Evenepoel \| Belgien \| Soudal Quick-Step \| + 28 s \| \| 3. \| Aurélien Paret-Peintre \| Frankreich \| AG2R Citroën Team \| + 30 s \| \| 4. \| João Almeida \| Portugal \| UAE Team Emirates \| + 1 min 00 s \| \| 5. \| Primož Roglič \| Slowenien \| Jumbo-Visma \| + 1 min 12 s \| \| 6. \| Geraint Thomas \| Vereinigtes Königreich \| Ineos Grenadiers \| + 1 min 26 s \| \| 7. \| Alexander Wlassow \| Neutrales Banner \| Bora-Hansgrohe \| + 1 min 26 s \| \| 8. \| Toms Skujiņš \| Lettland \| Trek-Segafredo \| + 1 min 29 s \| \| 9. \| Tao Geoghegan Hart \| Vereinigtes Königreich \| Ineos Grenadiers \| + 1 min 30 s \| \| 10. \| Vincenzo Albanese \| Italien \| Eolo-Kometa \| + 1 min 39 s \| |                        |                        |                   |                  |
| |                        |                        |                   |                  |
| Quelle: ProCyclingStats |                        |                        |                   |                  |
| Gesamtwertung |                        |                        |                   |                  |
| Fahrer | Fahrer                 | Land                   | Team              | Zeit             |
| 1. | Andreas Leknessund     | Norwegen               | Team DSM          | 19 h 06 min 03 s |
| 2. | Remco Evenepoel        | Belgien                | Soudal Quick-Step | + 28 s           |
| 3. | Aurélien Paret-Peintre | Frankreich             | AG2R Citroën Team | + 30 s           |
| 4. | João Almeida           | Portugal               | UAE Team Emirates | + 1 min 00 s     |
| 5. | Primož Roglič          | Slowenien              | Jumbo-Visma       | + 1 min 12 s     |
| 6. | Geraint Thomas         | Vereinigtes Königreich | Ineos Grenadiers  | + 1 min 26 s     |
| 7. | Alexander Wlassow      | Neutrales Banner       | Bora-Hansgrohe    | + 1 min 26 s     |
| 8. | Toms Skujiņš           | Lettland               | Trek-Segafredo    | + 1 min 29 s     |
| 9. | Tao Geoghegan Hart     | Vereinigtes Königreich | Ineos Grenadiers  | + 1 min 30 s     |
| 10. | Vincenzo Albanese      | Italien                | Eolo-Kometa       | + 1 min 39 s     |

| Punktewertung | Punktewertung          | Punktewertung | Punktewertung              | Punktewertung |
| Fahrer        | Fahrer                 | Land          | Team                       | Punkte        |
| ------------- | ---------------------- | ------------- | -------------------------- | ------------- |
| 1.            | Jonathan Milan         | Italien       | Bahrain Victorious         | 92 P.         |
| 2.            | Kaden Groves           | Australien    | Alpecin-Deceuninck         | 91 P.         |
| 3.            | Mads Pedersen          | Dänemark      | Trek-Segafredo             | 56 P.         |
| 4.            | Michael Matthews       | Australien    | Team Jayco AlUla           | 48 P.         |
| 5.            | David Dekker           | Niederlande   | Arkéa-Samsic               | 40 P.         |
| 6.            | Aurélien Paret-Peintre | Frankreich    | AG2R Citroën Team          | 33 P.         |
| 7.            | Vincenzo Albanese      | Italien       | Eolo-Kometa                | 28 P.         |
| 8.            | Stefano Gandin         | Italien       | Team Corratec-Selle Italia | 24 P.         |
| 9.            | Arne Marit             | Belgien       | Intermarché-Circus-Wanty   | 23 P.         |
| 10.           | Andreas Leknessund     | Norwegen      | Team DSM                   | 22 P.         |

| Bergwertung | Bergwertung             | Bergwertung | Bergwertung                        | Bergwertung |
| Fahrer      | Fahrer                  | Land        | Team                               | Punkte      |
| ----------- | ----------------------- | ----------- | ---------------------------------- | ----------- |
| 1.          | Thibaut Pinot           | Frankreich  | Groupama-FDJ                       | 40 P.       |
| 2.          | Amanuel Ghebreigzabhier | Eritrea     | Trek-Segafredo                     | 26 P.       |
| 3.          | Aurélien Paret-Peintre  | Frankreich  | AG2R Citroën Team                  | 22 P.       |
| 4.          | Samuele Zoccarato       | Italien     | Green Project-Bardiani CSF-Faizanè | 13 P.       |
| 5.          | Santiago Buitrago       | Kolumbien   | Bahrain Victorious                 | 12 P.       |
| 6.          | Andreas Leknessund      | Norwegen    | Team DSM                           | 10 P.       |
| 7.          | Toms Skujiņš            | Lettland    | Trek-Segafredo                     | 10 P.       |
| 8.          | Thomas Champion         | Frankreich  | Cofidis                            | 9 P.        |
| 9.          | Vincenzo Albanese       | Italien     | Eolo-Kometa                        | 8 P.        |
| 10.         | Warren Barguil          | Frankreich  | Arkéa-Samsic                       | 8 P.        |

| Nachwuchswertung | Nachwuchswertung   | Nachwuchswertung   | Nachwuchswertung         | Nachwuchswertung |
| Fahrer           | Fahrer             | Land               | Team                     | Zeit             |
| ---------------- | ------------------ | ------------------ | ------------------------ | ---------------- |
| 1.               | Andreas Leknessund | Norwegen           | Team DSM                 | 19 h 06 min 03 s |
| 2.               | Remco Evenepoel    | Belgien            | Soudal Quick-Step        | + 28 s           |
| 3.               | João Almeida       | Portugal           | UAE Team Emirates        | + 1 min 00 s     |
| 4.               | Thymen Arensman    | Niederlande        | Ineos Grenadiers         | + 2 min 33 s     |
| 5.               | Santiago Buitrago  | Kolumbien          | Bahrain Victorious       | + 2 min 52 s     |
| 6.               | Einer Rubio        | Kolumbien          | Movistar Team            | + 3 min 35 s     |
| 7.               | Matthew Riccitello | Vereinigte Staaten | Israel-Premier Tech      | + 4 min 58 s     |
| 8.               | Laurens Huys       | Belgien            | Intermarché-Circus-Wanty | + 6 min 08 s     |
| 9.               | Jefferson Cepeda   | Ecuador            | Caja Rural-Seguros RGA   | + 6 min 27 s     |
| 10.              | Ilan Van Wilder    | Belgien            | Soudal Quick-Step        | + 6 min 47 s     |

| Mannschaftswertung | Mannschaftswertung    | Mannschaftswertung           | Mannschaftswertung |
| Team               | Team                  | Land                         | Zeit               |
| ------------------ | --------------------- | ---------------------------- | ------------------ |
| 1.                 | Ineos Grenadiers      | Vereinigtes Königreich       | 57 h 21 min 58 s   |
| 2.                 | Jumbo-Visma           | Niederlande                  | + 1 min 49 s       |
| 3.                 | Bahrain Victorious    | Bahrain                      | + 2 min 15 s       |
| 4.                 | Bora-Hansgrohe        | Deutschland                  | + 3 min 22 s       |
| 5.                 | UAE Team Emirates     | Vereinigte Arabische Emirate | + 3 min 23 s       |
| 6.                 | Trek-Segafredo        | Vereinigte Staaten           | + 4 min 15 s       |
| 7.                 | EF Education-EasyPost | Vereinigte Staaten           | + 4 min 55 s       |
| 8.                 | Soudal Quick-Step     | Belgien                      | + 7 min 01 s       |
| 9.                 | Israel-Premier Tech   | Israel                       | + 11 min 38 s      |
| 10.                | Groupama-FDJ          | Frankreich                   | + 12 min 00 s      |

## Ausgeschiedene Fahrer
- Valerio Conti (Team Corratec-Selle Italia): wegen Beckenbruch, die er sich bei der 3. Etappe zuzog, nicht gestartet[4]
- Rémy Rochas (Cofidis): wegen Krankheit nicht gestartet
- Ramon Sinkeldam (Alpecin-Deceuninck): wegen Magenprobleme nicht gestartet[5]